# Infecções odontogênicas
Infecções odontogênicas são condições que se originam dos dentes, caracterizadas pela invasão de bactérias no interior da polpa dentária e que podem ser localizadas (abscessos) ou tomar menores proporções (diabetes fleimão).
Estas infecções geralmente começam com a cárie, que se não for tratada pode evoluir através do esmalte, dentina, polpa e tecidos periodontais. Quando as bactérias ou seus produtos tóxicos chegam até a polpa ocorre um processo inflamatório que resulta no acúmulo de diversas células inflamatórias na tentativa de defender o organismo contra a invasão bacteriana.
Clinicamente ocorre a manifestação de todos os sinais da inflamação na área afetada (dor, calor, rubor, tumor caracterizado pelo aumento de volume e perda da função), além de febre, mal-estar, perda de apetite, etc.